# 延壽街
延壽街（Yanshou St.）是臺北市松山區少數門牌編碼由東向西行的街道，此外也是民生社區南界的分界道路。沿途通過塔悠路、新東街、三民路、新中街、光復北路口，終點通過光復北路後直走可銜接敦化北路199巷。
- 單號：延壽街1~401
- 雙號：延壽街6~440
- 起點：塔悠路
- 終點：光復北路
- 通過路口：塔悠路、新東街、三民路、新中街、光復北路
- 寬度：12米，雙向各單線道

## 沿途重要地標
- 健康國小
- 臺北市政府警察局保安警察大隊
- 介壽國中